# Hertha Engelbrecht
Hertha Engelbrecht (* 28. März 1922 in Hamburg; † 24. März 2012 in Bad Honnef) war eine deutsche Juristin, die als Senatsdirektorin 27 Jahre lang Leiterin der Vertretung der Freien und Hansestadt Hamburg beim Bund war. Darüber hinaus war sie Vorsitzende, Ehrenvorsitzende sowie Geschäftsführerin des Deutschen Juristinnenbundes.

## Leben
Nach dem Abitur absolvierte Hertha Engelbrecht ein Studium der Rechtswissenschaften an der Rechts- und Staatswissenschaftlichen Fakultät der Universität Hamburg und legte dort 1953 ihre Promotion zum Dr. jur. mit einer Dissertation zum Thema Die Haftung der Ehegatten für die von der Frau eingegangenen Verbindlichkeiten aus Haushaltsgeschäften im englischen und anglo-amerikanischen Recht vor. Im Anschluss trat sie in den öffentlichen Dienst in Hamburg ein und wurde 1958 als Oberregierungsrätin Leiterin der Vertretung der Freien und Hansestadt Hamburg beim Bund, die sie 27 Jahre lang bis 1985 leitete.
1965 wurde sie als Nachfolgerin der Rechtsanwältin Charlotte Graf Vorsitzende des Deutschen Juristinnenbundes (djb) und bekleidete diese Funktion zwei Jahre lang bis 1967. Im Anschluss folgte ihr die Notarin und frühere Vorsitzende Renate Lenz-Fuchs als Vorsitzende, während sie selbst Ehrenvorsitzende des djb wurde.
1966 erfolgte ihre Ernennung zur Regierungsdirektorin. Hertha Engelbrecht wurde später Senatsdirektorin der Freien und Hansestadt Hamburg und wurde für ihre Verdienste 1996 mit dem Verdienstkreuz 1. Klasse der Bundesrepublik Deutschland ausgezeichnet.
Nach ihrem Eintritt in den  Ruhestand am 27. März 1985 folgte ihr Niels Jonas als Leiter der Vertretung der Freien und Hansestadt Hamburg beim Bund. 1986 wurde sie ehrenamtliche Geschäftsführerin des djb in Bonn und behielt diese Funktion bis 1997.